# Gastelsveer
Gastelveer is een buurtschap  in de gemeente Halderberge in de Nederlandse provincie Noord-Brabant. Het ligt aan de oostkant van het Mark-Vlietkanaal, tussen de dorpen Kruisland en Oud Gastel.
Dorpen: Bosschenhoofd · Hoeven · Oud Gastel · Oudenbosch · Stampersgat

Buurtschappen: Gastelsveer · Kruisstraat · Kuivezand · Schans · Stoof

Noord-Brabant: Steden en dorpen      Nederland: Provincies · Gemeenten